# Thomas Reuter (Musiker)
Thomas Reuter (* 20. Januar 1952 in Eisenach) ist ein deutscher Komponist, Chorleiter und Pianist mit Schwerpunkt Improvisationsmusik.

## Leben
Thomas Reuter wurde 1952 als Sohn des Dirigenten Rolf Reuter und der Sängerin Anemone Rau im thüringischen Eisenach geboren. In seiner Kindheit erhielt er Klavier- und Geigenunterricht. Nach dem Abitur an der Thomasschule zu Leipzig absolvierte er von 1970 bis 1976 ein Musikstudium an der Hochschule für Musik „Felix Mendelssohn Bartholdy“ Leipzig. Zu seinen Lehrern gehörten Fritz Geißler und Siegfried Thiele in Komposition, Hans Volger in Klavier und Rolf Reuter in Dirigieren. Weitere Inspiration erhielt er durch den Komponisten und Priester Lothar Reubke, in Dresden nahm er privaten Gesangsunterricht.
Danach arbeitete er als Oberassistent für Chor, Musiktheorie, Komposition und Improvisation an der Spezialschule für Musik in Halle/Saale. Außerdem wirkte er als Komponist. So schuf er für die Staatskapelle Dresden und die Dresdner Philharmonie Kammermusikwerke. Seine Stücke wurden in der DDR und im sogenannten Ostblock aufgeführt. 1989 dirigierte sein Vater das Orchester der Komischen Oper (mit dem Solisten Jan Vogler) bei der Uraufführung von Reuters Violoncellokonzert. Wiederholt wurde er in der DDR mit Musikpreisen ausgezeichnet. Der Musikwissenschaftler Gilbert Stöck (2008) rechnete ihn zu denjenigen Komponisten in der Region Halle-Magdeburg, „die vollständig oder primär an der Auslotung neuer und neuester Materialpositionen beteiligt waren“.
1977 begründete er die Gruppe Freie Musik Dresden mit. Vielfältig war er als Improvisationsmusiker tätig. Mit der Geigerin Rike Kohlhepp bildete er von 1998 bis 2011 das IndiviDuo. 2003 formten beide mit dem Saxophonisten Andreas Krennerich das nu ART trio. 2008 ging er das PLASMA 8 mit Krennerich ein. 2012 bildete er mit der Sängerin Angelika Remlinger das Duo SELBANDER. 2013 entstand mit Remlinger und Krennerich das Trio jo.FEUERBACH.
Ferner ist er in Hannover Chorleiter des Frauenkammerchors vocaLumen. Für das Ensemble vertonte er mehrere Gedichte des Lyrikers Paul Celan.
Darüber hinaus ist er musikalisch in der Christengemeinschaft aktiv.

## Auszeichnungen
- 1986: Hans-Stieber-Preis[7]
- 1990: Händelpreis des Bezirkes Halle[8]

## Werke (Auswahl)
Seine Werke wurden u. a. bei C. F. Peters und dem Verlag Neue Musik verlegt.
- Wandlungen (1980) für Flöte, Streichtrio und Klavier
- Stufen (1982/83) für Flöte, Viola und Violoncello
- Zeitspiele (1983) für Klavier
- Bläserquintett (1984/85)
- Streichquartett (1985/86)
- Hälfte des Lebens (1986) für Sopran, Oboe, Violine, Violoncello und Klavier